# Desmodium physocarpos
Desmodium physocarpos är en ärtväxtart som beskrevs av Julius Rudolph Theodor Vogel. Desmodium physocarpos ingår i släktet Desmodium och familjen ärtväxter. Inga underarter finns listade i Catalogue of Life.